# Inocentes (álbum)
Inocentes é o terceiro álbum de estúdio da banda Inocentes, lançado em 1989. A capa do álbum ficou famosa, por mostrar os integrantes nus.

## Faixas
1. Animal Urbano
2. Mais Um na Multidão
3. A Face de Deus
4. Promessas
5. A Lei do Cão
6. O Homem Que Bebia Demais
7. Nosso Tempo
8. A Marcha das Máquinas
9. A Voz do Morro
10. Garotos do Subúrbio